# کوین لو رو
کوین لو رو (به فرانسوی: Kévin Le Roux) بازیکن والیبال اهل فرانسه و عضو تیم ملی فرانسه و باشگاه مودنا در سری آ است.

## افتخارات

### باشگاهی
- ۲۰۱۳/۱۴  کاپ ایتالیا، با کوپرا الیور پیاچنزا
- ۲۰۱۵/۱۶  سوپرکاپ ترکیه، با هالک‌بانک آنکارا
- ۲۰۱۵/۱۶  لیگ برتر ترکیه، با هالک‌بانک آنکارا

### تیم ملی
- ۲۰۰۶  مسابقات قهرمانی جوانان اروپا
- ۲۰۰۷  مسابقات قهرمانی نوجوانان اروپا
- ۲۰۰۷  مسابقات قهرمانی نوجوانان جهان
- ۲۰۰۸  مسابقات قهرمانی جوانان اروپا
- ۲۰۱۵  لیگ جهانی
- ۲۰۱۵  مسابقات قهرمانی مردان اروپا